# Лыжные гонки на зимней Универсиаде 2011
Соревнования по лыжным гонкам в рамках зимней Универсиады 2011 года прошли с 28 января по 5 февраля. Было разыграно 11 комплектов наград.

## Результаты соревнований
| Гонка                                                                                 | Женщины | Мужчины |
| ------------------------------------------------------------------------------------- | --- | --- |
| Индивидуальная гонка 1. 28 января 2011 Женщины: 5 км 2. 28 января 2011 Мужчины: 10 км | Алия Иксанова 00:14:45.700 Екатерина Григоренко 00:15:03.100 Виргиния Де Мартин Топранин 00:15:12.300 Финишный протокол | Владислав Скобелев 00:25:43.100 Акира Самуэль Лентинг 00:26:38.400 Геннадий Матвиенко 00:26:41.600 Финишный протокол |
| Спринт 1. 29 января 2011 Женщины: 2. 29 января 2011 Мужчины:                          | Алёна Прохазкова 00:02:43.738 Ева Нилтова 00:02:45.269 Алина Кашина 00:02:45.300 Финишный протокол | Радик Газиев 00:03:02.322 Батист Гро 00:03:03.197 Денис Волотка 00:03:03.681 Финишный протокол |
| Гонка преследования 1. 31 января 2011 Женщины: 10 км 2. 31 января 2011 Мужчины: 15 км | Алёна Прохазкова 00:31:11.600 Алия Иксанова 00:31:12.200 Екатерина Григоренко 00:31:27.300 Финишный протокол | Владислав Скобелев 00:43:58.700 Ильшат Нигматуллин 00:44:40.900 Александр Осипов 00:44:47.900 Финишный протокол |
| Эстафета 1. 2 февраля 2011 Женщины: 3x5 км 2. 2 февраля 2011 Мужчины: 4x10 км         | Россия 00:41:51.600 Светлана Бочкарёва, Яна Яновская, Алия Иксанова Украина 00:42:55.200 Екатерина Григоренко, Марина Анцибор, Зоя Заведеева Франция 00:42:55.200 Марион Бийе, Паулин Каприни, Анук Февр-Пикон Финишный протокол | Франция Клеман Моле, Сириль Гайяр, Мартин Эгра, Батист Гро Россия 01:40:46.000 Дмитрий Бакланов, Владислав Скобелев, Антон Суздалев, Ильшат Нигматуллин Казахстан 01:42:28.300 Геннадий Матвиенко, Иван Дробязко, Александр Осипов, Денис Волотка Финишный протокол |
| Смешанная эстафета 1. 3 февраля 2011                                                  | Словакия 00:14:55.800 Петер Млинар, Алёна Прохазкова Франция 00:15:00.700 Батист Гро, Марион Бийе Украина 00:15:08.100 Иван Билосюк, Екатерина Григоренко Финишный протокол                                                      | Словакия 00:14:55.800 Петер Млинар, Алёна Прохазкова Франция 00:15:00.700 Батист Гро, Марион Бийе Украина 00:15:08.100 Иван Билосюк, Екатерина Григоренко Финишный протокол                                                                                         |
| Масс-старт 1. 5 февраля 2011 Женщины: 15 км 2. 5 февраля 2011 Мужчины: 30 км          | Алёна Прохазкова 00:43:33.200 Алия Иксанова 00:43:34.100 Екатерина Григоренко 00:43:42.000 Финишный протокол | Владислав Скобелев 01:17:19.500 Ильшат Нигматуллин 01:17:19.800 Андрей Кальсин 01:17:24.000 Финишный протокол |

## Медальный зачёт в лыжных гонках
| Место | Страна    |   |   |   | Всего |
| ----- | --------- | - | - | - | ----- |
| 1     | Россия    | 6 | 5 | 2 | 13    |
| 2     | Словакия  | 4 | 0 | 0 | 4     |
| 3     | Франция   | 1 | 2 | 1 | 4     |
| 4     | Украина   | 0 | 2 | 3 | 5     |
| 5     | Япония    | 0 | 1 | 0 | 1     |
| 6     | Чехия     | 0 | 1 | 0 | 1     |
| 7     | Казахстан | 0 | 0 | 4 | 4     |
| 8     | Италия    | 0 | 0 | 1 | 1     |